# Laser Bahia

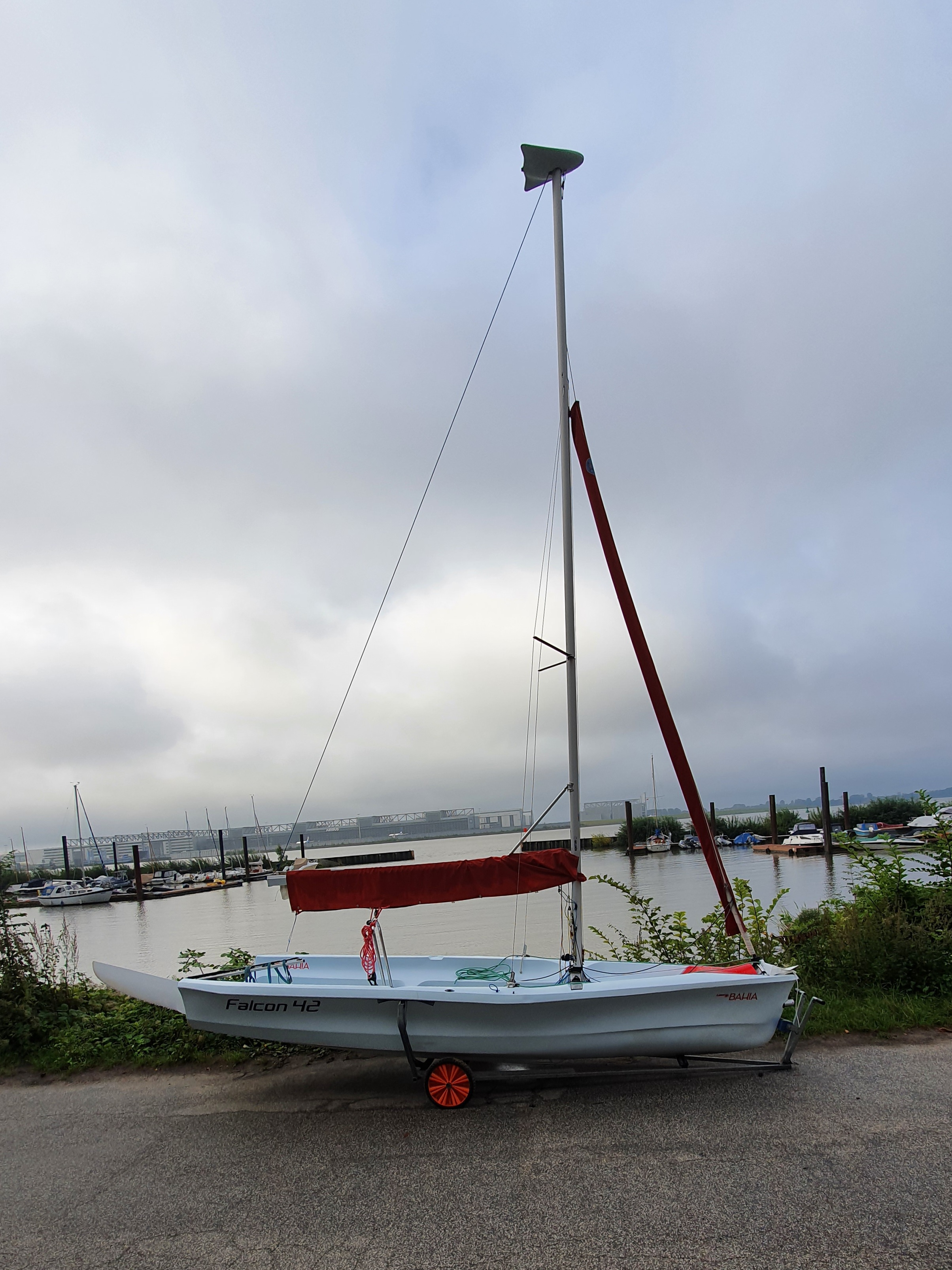
Laser Bahia auf der Elbe, Mühlenberger Segel-Club

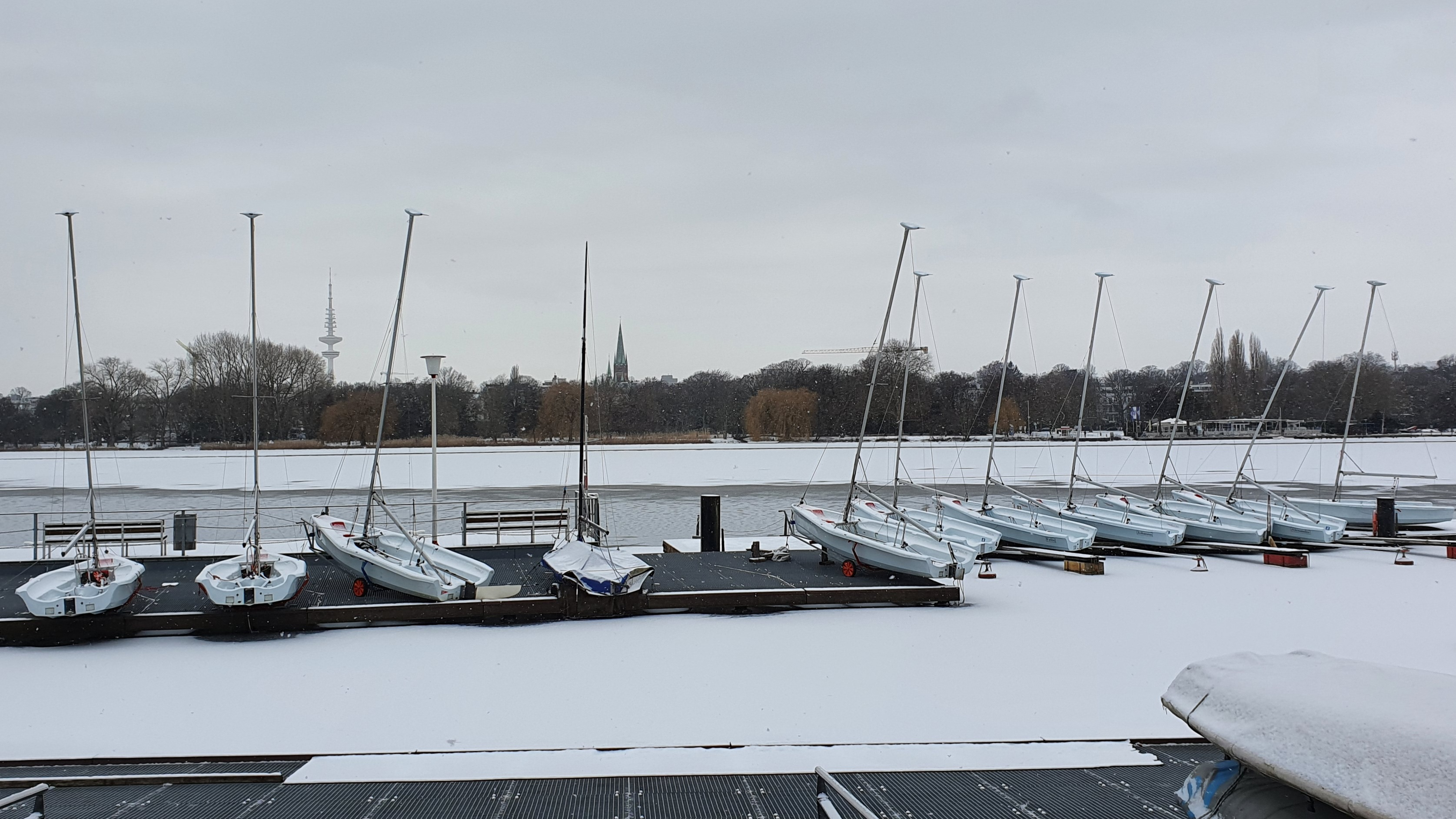
Laser Bahia auf der Alster

Die Laser Bahia ist eine Segeljolle des Herstellers LaserPerformance (Performance Sailcraft Europe). Sie wurde 2007 vorgestellt und vom britischen Yachtkonstrukteur Jo Richards entworfen. Konzipiert als robustes Familien- und Ausbildungsboot, verbindet die Laser Bahia hohe Stabilität und einfache Handhabung mit ansprechenden Segeleigenschaften. Der Jollen-Typ bietet Platz für bis zu fünf Personen.

## Geschichte
Entwickelt wurde die Laser Bahia Mitte der 2000er-Jahre von Performance Sailcraft Europe, dem europäischen Ableger des anglo-amerikanischen Herstellers LaserPerformance. Ihre offizielle Markteinführung erfolgte auf der RYA Dinghy Show 2007 in England. Seit 2023/24 liegt die Fertigung wieder direkt bei Performance Sailcraft Europe (LaserPerformance) in England, wobei die Rümpfe im Rotationsguss-Verfahren von der Firma Rototek hergestellt werden. Die Laser Bahia wird (Stand 2025) weiterhin produziert und angeboten.

## Konstruktionsdetails
Die Laser Bahia ist als Slup getakelte Zweimann-Segeljolle ausgeführt. Rumpf und Deck bestehen aus rotationsgeformtem Polyethylen in drei Schichten (Sandwich-Bauweise). Die Jolle verfügt über ein selbstlenzendes Cockpit, ein Großsegel mit Ein-Leinen-Reffsystem, eine Rollfock und einen asymmetrischen Gennaker. Optional sind ein Trapez, eine Motorhalterung und ein Rudersatz erhältlich.

## Produktion und Verbreitung
Gefertigt wird die Laser Bahia in Großbritannien. Produktionszahlen wurden nicht veröffentlicht, die Verbreitung erfolgt hauptsächlich in Europa, insbesondere in Großbritannien, Frankreich und Deutschland. In Deutschland ist die Jolle in Segelschulen und Vereinen verbreitet, besonders in Hamburg und an der Ostsee. Es existiert keine offizielle internationale Klassenvereinigung, die Jolle nimmt aber an Yardstick-Regatten teil.

## Vergleich mit ähnlichen Booten
Vergleichbare Jollen sind die RS Vision, Topaz Argo und Wayfarer. Alle Modelle dienen vorwiegend Freizeit- und Ausbildungszwecken und unterscheiden sich leicht in Gewicht, Segelfläche und Materialien.

## Aktueller Status
Die Laser Bahia  ist ein Ausbildungs- und Freizeitboot. Ihre Robustheit und Vielseitigkeit machen sie insbesondere bei Segelschulen und Freizeitseglern beliebt. Eine ausgeprägte Regattaszene existiert nicht, allerdings wird die Bahia regelmäßig in Yardstick-Regatten eingesetzt.